# Arthur Elias
Arthur José Ribas Elias (São Paulo, 5 de agosto de 1981), é um treinador de futebol brasileiro. Atualmente, comanda a Seleção Brasileira Feminina.

## Carreira
Nascido em São Paulo mas criado no interior do estado em Cajuru, descobriu a aptidão pelos esportes nas aulas dadas pelo seu primo de segundo grau Lula Ferreira, que se tornaria treinador de basquete. Iniciou sua carreira no futebol feminino, em 2006, quando tinha 24 anos. Nesse ano, desenvolveu um projeto na Universidade de São Paulo (USP) voltado para as características das mulheres no futebol. Passou três anos avaliando jogadoras universitárias e outras com experiência profissional de alto rendimento. Em 2009, foi convidado a comandar sua primeira equipe, o Nacional-AC. As duas temporadas à frente do time despertaram o interesse da diretoria do Centro Olímpico.
Em 2010, assumiu o cargo de supervisor do futebol feminino do Adeco, com convite de Magic Paula. Com uma nova metodologia e integração com as categorias de base, o treinador transformou o elenco da equipe em um time competitivo a nível profissional.
Em 2013, conseguiu seu primeiro título. Sob o comando do Centro Olímpico, conquistou o Campeonato Brasileiro, batendo o São José.
Três anos depois, o treinador assumiu o Audax/Corinthians, e em sua primeira temporada garantiu mais um troféu. Novamente com um triunfo sobre o São José, Arthur sagrou-se campeão da Copa do Brasil, garantindo vaga na Copa Libertadores do ano seguinte.
Em 2017, conquistou a América pelo clube, com uma vitória sobre o Colo-Colo, do Chile, nos pênaltis.
Mesmo com o fim da parceria entre Corinthians e Audax, o técnico continuou comandando a equipe do Parque São Jorge.
Em 2018, conseguiu conquistar mais um título. Dessa vez foi o campeonato brasileiro.
Já em 2019, Elias conseguiu chegar à marca de 34 vitórias seguidas. Além disso, chegou nas finais do campeonato brasileiro, onde acabou ficando em segundo lugar, do campeonato paulista, onde enfrentou a equipe do São Paulo, campeã da segunda divisão nacional, e foi campeão de maneira invicta e da Copa Libertadores, onde se sagrou campeão, ao bater a Ferroviária por 2 à 0 na final. Conseguiu na temporada um aproveitamento de 94% com a equipe.
Ainda em 2019, após a demissão do técnico Vadão, Arthur Elias foi cotado para assumir a seleção feminina. Quem acabou assumindo, porém, foi a treinadora Pia Sundhage.
No dia 18 de dezembro de 2019, acertou sua renovação de contrato com o Corinthians. O vinculo se estendeu até o final de 2020.
A temporada de 2021 foi, em número de títulos, a melhor da carreira de Arthur Elias. Ainda no comando do Corinthians, conquistou a primeira tríplice coroa do futebol feminino brasileiro: Campeonato Brasileiro, Copa Libertadores da América e Campeonato Paulista. Nas três competições, conseguiu o tricampeonato (Campeonato Brasileiro de 2018, 2020 e 2021; Copa Libertadores de 2017, 2019 e 2021; Campeonato Paulista de 2019, 2020 e 2021).

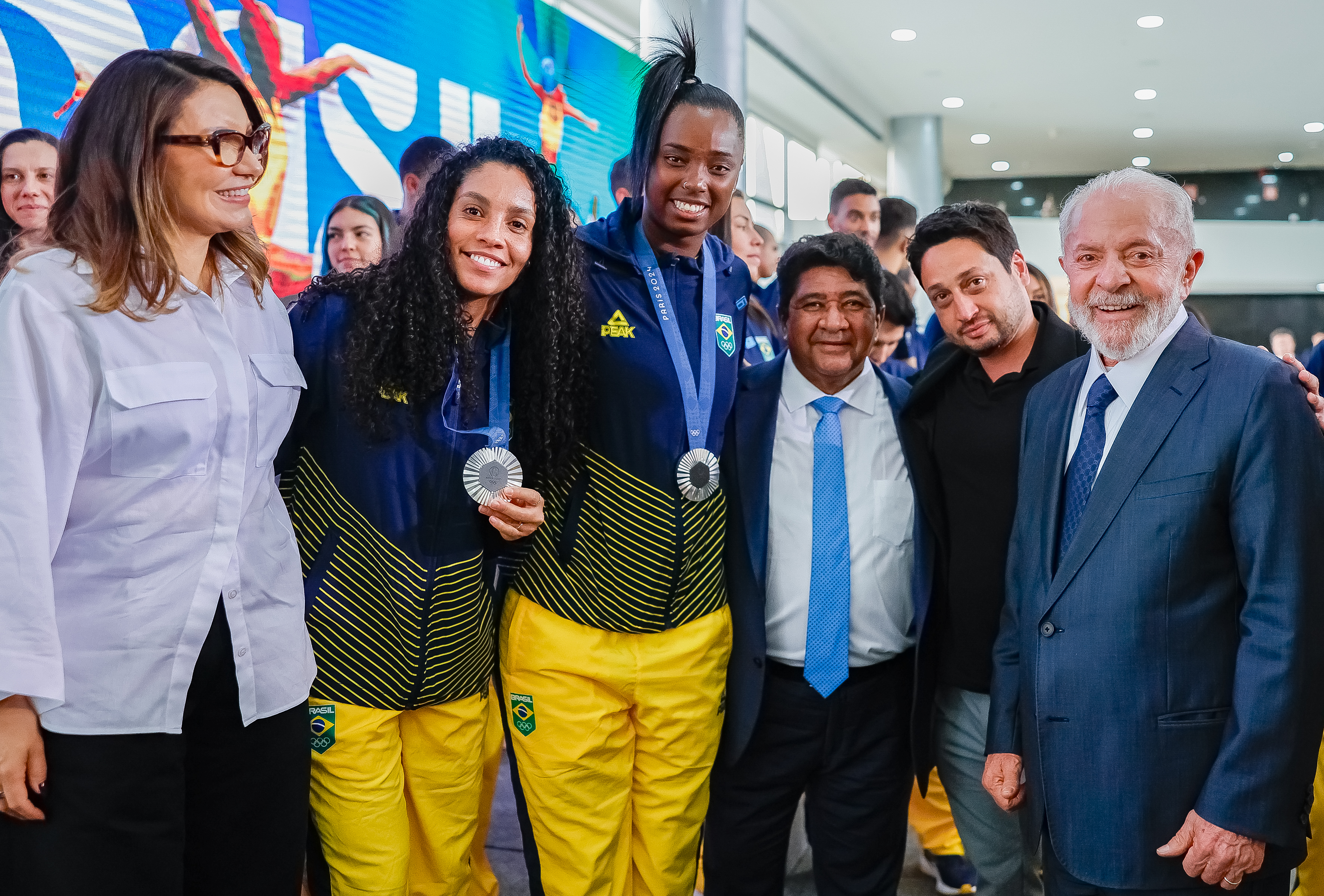
Arthur Elias (de preto), junto das jogadoras Tainá e Yasmim, recebidas por Luís Inácio Lula da Silva.

No dia 1 de setembro de 2023, foi anunciado como novo técnico da seleção brasileira feminina, substituindo a sueca Pia Sundhage, demitida após o fracasso na Copa do Mundo Feminina de 2023. Elias assinou um contrato que tem duração até o fim da Copa de 2027. No ano seguinte, foi vice-campeão da Copa Ouro e dos Jogos Olímpicos, com o segundo marcando o primeiro pódio da seleção feminina em 16 anos.
No dia 2 de agosto de 2025, Elias conquistou seu primeiro título pela seleção, a Copa América Feminina de 2025, conquistando o nono título brasileiro em 10 edições.

## Títulos

### Centro Olímpico
- Campeonato Brasileiro: 2013

### Audax/Corinthians
- Copa do Brasil: 2016
- Copa Libertadores da América: 2017

### Corinthians
- Campeonato Brasileiro: 2018, 2020, 2021, 2022 e 2023
- Copa Libertadores da América: 2019, 2021 e 2023
- Campeonato Paulista: 2019, 2020 e 2021
- Supercopa do Brasil: 2022 e 2023
- Copa Paulista: 2022

### Seleção Brasileira
- Copa América Feminina: 2025

### Prêmios individuais
- Melhor técnico do Campeonato Brasileiro 2018
- Bola de Prata de melhor técnico do Campeonato Brasileiro: 2021, 2022, 2023[20]
- 3º Colocado no Troféu Johan Cryuff Feminino de 2024